# Shiba Gorō
Shiba Gorō (柴 五郎 (Sài Ngũ Lang) 21 tháng 6 năm 1860 - ngày 13 tháng 2 năm 1945) là một Đại tướng của Quân đội Nhật Bản

## Tuổi trẻ
Ông là con trai thứ năm của Samurai Shiba Satazō miền Aizu, Shiba Goro đã chứng kiến cuộc Chiến tranh Boshin khi còn là một đứa trẻ, và đã sống sót sau khi Aizu bị phá hủy. Ông tham gia chính phủ Minh Trị và sau khi làm việc trong thời gian ngắn cho chính quyền tỉnh Aomori, ông đi học tại Học viện Lục quân Đế quốc Nhật Bản. Trong lớp học của ông, có nhiều bạn học mà về sau học rất là thăng tiến trên sự nghiệp, như Uehara Yusaku, Akiyama Yoshifuru, và Hongo Fusataro. Ông được bổ nhiệm làm Trung úy 2 pháo binh năm 1879 và Trung úy 1 vào năm 1884.

## Binh nghiệp
Sau khi đến làm tại kho vũ khí Osaka, Shiba được chuyển đến Lực lượng Vệ binh Hoàng gia. Năm 1895, ông tham gia Chiến tranh Trung-Nhật.
Thăng chức Đại tá năm 1900, trong cuộc nổi dậy Boxer, Shiba được gửi đến Lãnh sự quán Nhật với vai trò tùy viên quân sự. Trong suốt chiến dịch ông thể hiện rất xuất sắc, như cuộc vây hãm Bắc Kinh, và nhận nhiều huy chương của các nước phương Tây trong Liên minh 8 nước. Tên ông đã xuất hiện trên tờ báo The Times.
Trong cuộc Chiến tranh Nga-Nhật, ông phục vụ tại một Trung đoàn Pháo binh, vì dũng cảm trong chiến đấu nên ông được tặng thưởng Huân chương Cánh diều vàng hạng hai. Sau đó ông qua Vương quốc Anh với vai trò Tùy viên quân sự.
Khi trở về nước ông trở thành Đại tướng, chỉ huy Sư đoàn 12 mới thành lập và được tặng thưởng Huân chương Kho báu Thần thánh hạng nhất. Ông được lựa chọn để cùng Hoàng tử Higashifushimi Yorihito đi công du nước Anh năm 1918. Sau khi trở về Nhật Bản, ông được gửi đến chỉ huy Quân đội Đài Loan trước khi nghỉ hưu.
Tin nước Nhật đầu hàng đã làm ông đau đớn. Ông tự tử năm 1945

## Tác phẩm
Shiba cũng là tác giả của cuốn "Nhớ Aizu", đây là cuốn hồi ký của ông. Cuốn sách này miêu tả những năm thơ ấu bên gia đình.

### Sách
- Edgerton, Robert (1999). Warriors of the Rising Sun: A History of the Japanese Military. Westview Press. ISBN 0813336007.
- Ishimitsu, Mahito (2000). Remembering Aizu: The Testament of Shiba Goro. Teruko Craig, trans. Honolulu: University of Hawaii Press. ISBN 0-8248-2130-0.